# غويلرمو باتشيكو
غويلرمو باتشيكو (بالإسبانية: Guillermo Pacheco)‏ هو سباح بيروفي، ولد في 23 ديسمبر 1954.

## وصلات خارجية
- غويلرمو باتشيكو على موقع الاتحاد الدولي للسباحة (الإنجليزية)
- غويلرمو باتشيكو على موقع أوليمبيديا (الإنجليزية)